# Brit Guyana az 1964. évi nyári olimpiai játékokon
Brit Guyana a japán Tokióban megrendezett 1964. évi nyári olimpiai játékok egyik részt vevő nemzete volt. Az országot az olimpián 1 sportágban 1 sportoló képviselte, aki érmet nem szerzett.

## Súlyemelés
| Versenyző   | Versenyszám | Nyomás   | Nyomás   | Szakítás | Szakítás | Lökés    | Lökés    | Összesen | Helyezés |
| Versenyző   | Versenyszám | Eredmény | Helyezés | Eredmény | Helyezés | Eredmény | Helyezés | Összesen | Helyezés |
| ----------- | ----------- | -------- | -------- | -------- | -------- | -------- | -------- | -------- | -------- |
| Martin Dias | 56 kg       | 100,0    | 9.       | 102,5    | 5.       | 132,5    | 7.       | 335,0    | 8.       |